# New York Journal of Commerce
Le New York Journal of Commerce est un hebdomadaire économique américain fondé en 1827, spécialisé dans le commerce international, qui tire à environ 15 000 exemplaires par semaine. Il couvre tout ce qui concerne les cargos, exportations et importations, ainsi que les matières premières.

## Histoire

### Spéculations dans le port de New York
En 1827, Arthur Tappan et Samuel Morse décident que le grand port de New York, en pleine expansion, a besoin d'un journal plus dynamique et mieux informé.  Le Journal of Commerce achète un schooner, bateau rapide, pour intercepter les gros navires apportant des journaux d'Europe et s'informer avant tout le monde. C'est le moyen pour Wall Street de s'imposer sur la Bourse de Philadelphie, qui est encore au début du XIXe siècle la capitale et la plus grande ville des États-Unis.
Gerard Hallock et David Hale, deux jeunes journalistes de Boston, s'associent aussi au Journal of Commerce et s'installent à New York où ils instaurent les méthodes consistant à s'appuyer sur des nouvelles fraîches pour gagner des lecteurs. Ils achètent un nouveau bateau pour aller encore plus rapidement à la rencontre des navires, cueillir les nouvelles puis les transmettre, installés sur un sémaphore sur une hauteur de Sandy Hook pour transmettre les informations par télégraphe optique jusqu'à Staten Island, puis Wall Street.
La progression des lignes de télégraphe le long de la côte leur donne l'idée de créer le Pony express de Nouvelle-Écosse, appelé aussi « Halifax express », système permettant, à partir de février 1849, de relier à cheval Halifax, le seul grand port canadien libre de glaces toute l'année à Digby, de l'autre côté de la péninsule de Nouvelle-Écosse.
Utilisé par des spéculateurs de Wall Street pour recevoir les premiers les nouvelles venues d'Europe, ce service onéreux est à l'origine de la création de l'Associated Press, les six journaux réunis au sein de la Harbor News Association se partageant les frais : plusieurs cavaliers se relaient pour relier à bride abattue Halifax à Victoria Beach, près de Digby, à 243 kilomètres à l'ouest, en traversant la Nouvelle-Écosse de part en part, pendant onze heures et demie. De Digby, un steamer rapide, le Buena Vista traverse la baie de Fundy pour arriver à Saint-Jean au Nouveau-Brunswick, terminus d'une ligne télégraphique nouvellement construite. De là les nouvelles sont télégraphiées à New York.
| Journal        | The Sun | New York Herald | New-York Tribune | The Express | Courier and Enquirer | Journal of Commerce |
| Tirage en 1850 | 55 000  | 32 640          | 19 480           | 10 700      | 5 200                | 4 800               |

### La guerre de Sécession
Gerard Hallock et David Hale sont tous deux de fervents abolitionnistes. Le premier meurt en 1849 et le second n'en critique pas moins la stratégie du Parti républicain lorsque éclate la guerre de Sécession en 1861, déclenchant la colère du gouvernement qui suspend tous leurs privilèges en matière de tarifs postaux, ce qui entraîne la suspension de la publication. En 1864, Abraham Lincoln ordonne même sa fermeture.
Après la guerre de Sécession David Stone et William C. Prime s'associent pour relancer le journal mais le second doit se retirer car il est élu président du Metropolitan Museum of Art de New York.
La concurrence du Daily Commercial Bulletin, fondé en 1865 par William Dodsworth amène Prime et Stone à lui revendre le JoC et les deux journaux sont fusionnés pour créer  The Journal of Commerce and Commercial Bulletin.